# Majskij (rejon prokopjewski)
Majskij (ros. Майский) – osiedle w Rosji, w obwodzie kemerowskim, w rejonie prokopjewskim. W 2021 niezamieszkane.